# Broekbijvlieg
De broekbijvlieg (Eristalis obscura) is een vliegensoort uit de familie van de zweefvliegen (Syrphidae). De wetenschappelijke naam van de soort werd in 1866 gepubliceerd door Friedrich Hermann Loew.